# 台东龙胆
台东龙胆（学名：Gentiana tenuissima）为龙胆科龙胆属下的一个种。

## 扩展阅读
- 維基物種上的相關：台东龙胆